# Perisama philiatra
Perisama philiatra är en fjärilsart som beskrevs av Hans Fruhstorfer 1916. Perisama philiatra ingår i släktet Perisama och familjen praktfjärilar. Inga underarter finns listade i Catalogue of Life.